# 岐阜 (小惑星)
岐阜（ぎふ、6720 Gifu）は小惑星帯に位置する小惑星。高知県芸西村の芸西観測所で関勉が発見した。岐阜県岐阜市に因んで命名された。